# Le Havre
Le Havre (normansko Lé Hâvre, normansko Lé Hâvre [lɛ ɑvʁ(é)]) je pristaniško mesto v departmaju Seine-Maritime v regiji Normandija v severni Franciji s skoraj 170.000 prebivalci. Je na desnem bregu izliva reke Sene v kanalu jugozahodno od Pays de Caux, zelo blizu začetnega poldnevnika. Le Havre je najbolj naseljena občina Zgornje Normandije, čeprav je celotno prebivalstvo večjega somestja Le Havre manjše od prebivalstva Rouena. Za Reimsom je tudi druga največja subprefektura v Franciji. Ime Le Havre pomeni »pristanišče«. Njegovi prebivalci so znani kot Havrais ali Havraises.
Mesto in pristanišče je leta 1517 ustanovil kralj Franc I. Gospodarski razvoj v zgodnjem novem času so zavirale verske vojne, spopadi z Angleži, epidemije in neurja. Konec 18. stoletja je Le Havre začel rasti in pristanišče je najprej začelo s trgovino s sužnji, nato pa z drugo mednarodno trgovino. Po bombnih napadih leta 1944 je podjetje Auguste Perret začelo mesto ponovno graditi v betonu. Naftna, kemična in avtomobilska industrija so bile med Trente Glorieuses (povojni razcvet) dinamične, vendar so 1970-ta zaznamovala konec zlate dobe čezoceanskih ladij in začetek gospodarske krize: prebivalstvo se je zmanjšalo, brezposelnost se je povečala in ostaja na visoki ravni.
Spremembe v letih 1990–2000 so bile številne. Desnica je zmagala na občinskih volitvah in mesto zavezala na pot preoblikovanja ter si prizadevala za razvoj storitvenega sektorja in novih industrij (aeronavtika, vetrne turbine). Projekt Port 2000 je povečal kontejnersko zmogljivost, da bi lahko konkuriral pristaniščem severne Evrope, preoblikoval južne predele mesta in čezoceanske ladje so se vrnile. Sodobni Le Havre ostaja pod močnim vplivom svoje zaposlitvene in pomorske tradicije. Njegovo pristanišče je po skupnem prometu drugo največje v Franciji, takoj za Marseillom, in največje francosko kontejnersko pristanišče.
Leta 2005 je UNESCO osrednje mesto Le Havre vpisal na seznam svetovne dediščine zaradi njegove edinstvene obnove in arhitekture po drugi svetovni vojni. Muzej moderne umetnosti Andréja Malrauxa je drugi v Franciji po številu impresionističnih slik. Državni svet mest in vasi v Bloomu je mestu podelil dve roži na tekmovanju mest in vasi v Bloomu.

## Geografija
Mesto leži na severozahodu francoske pokrajine Pays de Caux, na zahodu obdan z Rokavskim prelivom, na jugu pa z ustjem reke Sene. Je največje mesto v Normandiji in drugo največje pristanišče v Franciji, znano kot La Porte Océane.

### Geologija
Le Havre spada v Pariško kotlino, ki je nastala v mezozoiku. Pariška kotlina je sestavljen iz sedimentnih kamnin. Občina Le Havre je sestavljena iz dveh območij, ločenih z naravnim robom pečine: en del v spodnjem delu mesta na jugu, vključno s pristaniščem, središčem mesta in predmestjem. Zgrajena je bila na nekdanjem močvirju in blatu, ki so ga v 16. stoletju izsušili.  Tla so sestavljena iz več metrov naplavin ali mulja, ki ga je odložila Sena. Mestno središče je bilo po drugi svetovni vojni obnovljeno z metrom zravnanih ruševin kot temeljev.
Zgornje mesto na severu je del planote cauchois: soseska Dollemard je njegova najvišja točka (med 90 in 115 metri nad morsko gladino). Planota je prekrita s plastjo kremenčaste gline in rodovitnega mulja. Osnova je sestavljena iz velike debeline krede, ki meri do 200 m globoko. Zaradi strmine je obala izpostavljena nevarnosti plazov.

### Podnebje
Zaradi lege na obali Rokavskega preliva je podnebje Le Havra zmerno oceansko. Dnevi brez vetra so redki. Pomorski vplivi so prisotni skozi vse leto. Po zapisih meteorološke postaje Cap de la Heve (od 1961 do 1990) temperatura pade pod 0 °C 24,9 dni na leto in se dvigne nad 25 °C 11,3 dni na leto. Povprečno letno trajanje sončnega obsevanja je 1785,8 ure na leto.
Padavine so razporejene skozi vse leto, največ jih je jeseni in pozimi. Meseca junij in julij zaznamujeta nekaj neviht v povprečju 2 dni na mesec. Ena od značilnosti regije je visoka variabilnost temperature, tudi čez dan. Prevladujoči vetrovi so iz jugozahodnega sektorja za močne vetrove in severovzhodnega za vetriče, snežne nevihte se pojavljajo pozimi, zlasti januarja in februarja.
Absolutni hitrostni rekord vetra pri Le Havru – Cap de la Heve je bil zabeležen 16. oktobra 1987 pri 180 kilometrih na uro.
Glavne naravne nevarnosti so poplave, neurja in nevihtni sunki. Spodnje mesto je podvrženo naraščajoči podzemni vodi. Pomanjkanje vodotokov znotraj občine preprečuje poplave zaradi razlivanj. Plaža v Le Havru lahko redko doživi poplave, znane kot poplave zaradi neviht. Te so posledica kombinacije močnih vetrov, visokih valov in velikega razpona plimovanja.

### Okolje
Študija Aphekoma, ki je primerjala deset velikih francoskih mest, je pokazala, da je Le Havre najmanj onesnažena mestna občina v Franciji. Je tudi tretje najboljše mesto v Franciji z več kot 100.000 prebivalci glede kakovosti zraka. Beleženje ogljika je leta 2009 pokazalo, da je občina izpustila okoli 32.500 ton CO2 na leto. Leta 2011 so bile povprečne letne emisije žveplovega dioksida po industriji med tremi mikrogrami na kubični meter v središču Le Havra in dvanajstimi mikrogrami na kubični meter v okrožju Caucriauville.
Občina si je zadala cilj zmanjšati emisije CO2 za 3 % letno. Da bi to dosegli, so bili solarni kolektorji nameščeni na več občinskih stavbah (mestna hiša, viseči vrtovi). Od leta 2008 je Le Havre del mreže energetskih mest in v tem kontekstu uporablja korake Agende 21 in okoljskega pristopa k urbanističnemu načrtovanju. Mesto je večkrat prejelo številne nagrade za okolje (znak Energija prihodnosti 2009–2011, znak trajnostne Zemlje 2009). Od leta 1998 plaža Le Havre vsako leto prejme modro zastavo zahvaljujoč svoji paleti objektov, ki se razprostirajo na več kot 30.000 m².
Le Havre je ohranil obsežne zelene površine (750 hektarjev ali 41 m² na prebivalca): dve največji območji sta gozd Montgeon in park Rouelles, ki sta v zgornjem delu mesta. Vrtovi samostana Graville in viseči vrtovi ponujajo pogled na spodnje mesto. V mestnem središču trg Saint-Roch in vrtovi mestne hiše nudijo ljudem urbana rekreacijska območja. Različni ekosistemi so predstavljeni v Beach Gardens in Hauser Park (jame). Končno je bila planota Dollemard leta 2001 razvrščena kot »občutljivo naravno območje« departmaja zaradi zaščite krajine in ekosistemov na pečini. Ulice so obrobljene s 13.000 drevesi 150 različnih sort.

## Upravna delitev
[[
Le Havre je ena od dveh podprefektur Seine-Maritime in druga največja podprefektura v Franciji za Reimsom. Je glavno mesto okrožja Le Havre, ki vključuje 149 občin. Je tudi največji član Le Havre Seine Métropole.
Od leta 2015 je mesto Le Havre razdeljeno na šest kantonov, od katerih nekateri pokrivajo tudi sosednje občine. Za parlamentarne volitve Le Havre obsega dve volilni enoti: sedmo (nekdanji kantoni I, V, VI in VII) in osmo (nekdanji kantoni II, III, IV, VIII, IX).
Le Havre je sedež šestih kantonov in je doživel številne ozemeljske razširitve s priključitvijo sosednjih občin:
- Le Havre-1 (občina Le Havre (del)),
- Le Havre-2 (občine Harfleur, Le Havre (del), Montivilliers),
- Le Havre-3 (občine Gainneville, Gonfreville-l'Orcher, Le Havre (del), Rogerville)
- Le Havre-4 (občine Le Havre (del)),
- Le Havre-5 (občine Le Havre (del)),
- Le Havre-6 (občine Le Havre (partly), Sainte-Adresse)

## Zgodovina
Ob ustanovitvi leta 1517 se je mesto imenovalo Franciscopolis po Francu I. Francoskem. Kasneje so ga poimenovali Le Havre-de-Grâce (pristanišče milosti; od tod Havre de Grace, Maryland). Njegova gradnja je bila odrejena, da bi nadomestila starodavni pristanišči Honfleur in Harfleur, katerih uporabnost se je zmanjšala zaradi zasipavanja.
Zgodovina mesta je neločljivo povezana z njegovim pristaniščem. V 18. stoletju, ko se je trgovini iz Zahodne Indije pridružila francoska in evropska trgovina, je Le Havre začel rasti. 19. novembra 1793 je mesto spremenilo ime v Hâvre de Marat in kasneje Hâvre-Marat v čast nedavno preminulega Jean-Paula Marata, ki je veljal za mučenika francoske revolucije. Do začetka leta 1795 pa je Maratov spomin postal nekoliko omadeževan in 13. januarja 1795 je Hâvre-Marat ponovno spremenil svoje ime v preprosto Le Havre, svoje sodobno ime. V 19. stoletju je postalo industrijsko središče.
Ob koncu prve svetovne vojne je Le Havre igral pomembno vlogo kot tranzitno pristanišče, ki se je uporabljalo za zaključek poslov po vojni.
Mesto je bilo opustošeno med bitko za Normandijo, ko je bilo ubitih 5000 ljudi in 12.000 domov popolnoma uničenih, preden je bilo mesto zavzeto v operaciji Astonia. Center je v modernističnem slogu prezidal Auguste Perret.

## Kulturna dediščina in arhitektura
Številne stavbe v mestu so razvrščene kot »zgodovinski spomeniki«, in so leta 2000 zaznamovala pravo priznanje arhitekturne dediščine Le Havra. Mesto je leta 2001 prejelo oznako »mesto umetnosti in zgodovine«, nato pa je leta 2005 UNESCO uvrstil mesto Le Havre na seznam svetovne dediščine.[8]
Najstarejša zgradba, ki še stoji v Le Havru, je opatija Graville na posestvu na severnem bregu reke Sene. Druga srednjeveška stavba v mestu je kapela Saint-Michel iz Ingouvilla (15. stol.). Zaradi bombardiranja leta 1944 je dediščina iz moderne dobe redka: Le Havrska stolnica, ki je bila leta 1974 z ustanovitvijo škofije povzdignjena v katedralo, cerkev svetega Frančiška, muzej hotela Dubocage v Blevillu, hiša ladjarja in stara palača pravice (danes Naravoslovni muzej) so skoncentrirani na območjih Notre-Dame in Saint-François. Stavbe iz 19. stoletja pričajo o pomorskih in vojaških dejavnostih mesta: viseči vrtovi, utrdba Tourneville, doki Vauban in pomorska vila. Dediščina 50. in 60. let 20. stoletja, ki je bila delo delavnice Augusta Perreta, tvori najbolj skladno arhitekturo: cerkev sv. Frančiška in mestna hiša sta osrednja elementa. Povsem ukrivljena arhitektura Vulkana, ki jo je zasnoval Oscar Niemeyer, je v nasprotju s prenovljenim središčem. Končno je obnova številnih okrožij predstavitev arhitekture 21. stoletja. Med dosežki priznanih arhitektov so Gospodarska in industrijska zbornica (René in Phine Weeke Dottelond), Les Bains Des Docks (Jean Nouvel).
Cerkev svetega Jožefa je eden najbolj prepoznavnih simbolov mesta. Zvonik je eden najvišjih v Franciji, saj se dviga do višine 107 metrov. Oblikoval ga je Auguste Perret.
Muzej lepih umetnosti, imenovan po francoskem pisatelju in državniku Andréju Malrauxu (1901-1976); v muzeju se nahaja umetnostna zbirka iz obdobja zadnjih 5. stoletij, med drugim druga največja zbirka slikarskih del impresionistov v Franciji (za muzejem Orsay v Parizu).
Tu sta še muzeja: 
- Musée d'histoire naturelle:Prirodoslovni muzej, ustanovljen leta 1881, a močno poškodovan med drugo svetovno vojno, je v nekdanjih sodiščih v Le Havru, zgrajenih sredi 18. stoletja; fasada in monumentalno stopnišče sta uvrščena med zgodovinska spomenika. Muzej hrani oddelke za mineralogijo, zoologijo, ornitologijo, paleontologijo in prazgodovino ter 8000 slik iz zgodnjega 19. stoletja iz zbirke lokalnega naravoslovca in popotnika Charlesa-Alexandra Lesueurja (1778–1846). Muzej je bil uničen med zavezniškim bombardiranjem 5. septembra 1944. Knjižnica je bila izgubljena, skupaj z zbirkami fotografij, znanstvenimi instrumenti in arhivi. Vse mineralne in geološke zbirke so bile uničene, vključno z redko zbirko lokalnih mineralov Normandije. Uničevanje muzeja je bilo tako intenzivno, da so vsi katalogi, seznami darov, seznami odkupov in drugo arhivsko gradivo onemogočali celo natančen popis vsega izgubljenega.[22]
- Musée du Vieux Havre posvečen zgodovini Le Havra, s številnimi predmeti iz Ancien Régime in 19. stoletja: pohištvo, stari zemljevidi, kipi in slike.

## Pobratena mesta
Le Havre je pobraten z:
- Dalian, Kitajska
- Magdeburg, Nemčija
- Sankt Peterburg, Rusija
- Southampton, Anglija, Združeno kraljestvo
- Tampa, Florida, ZDA